# Moya shike

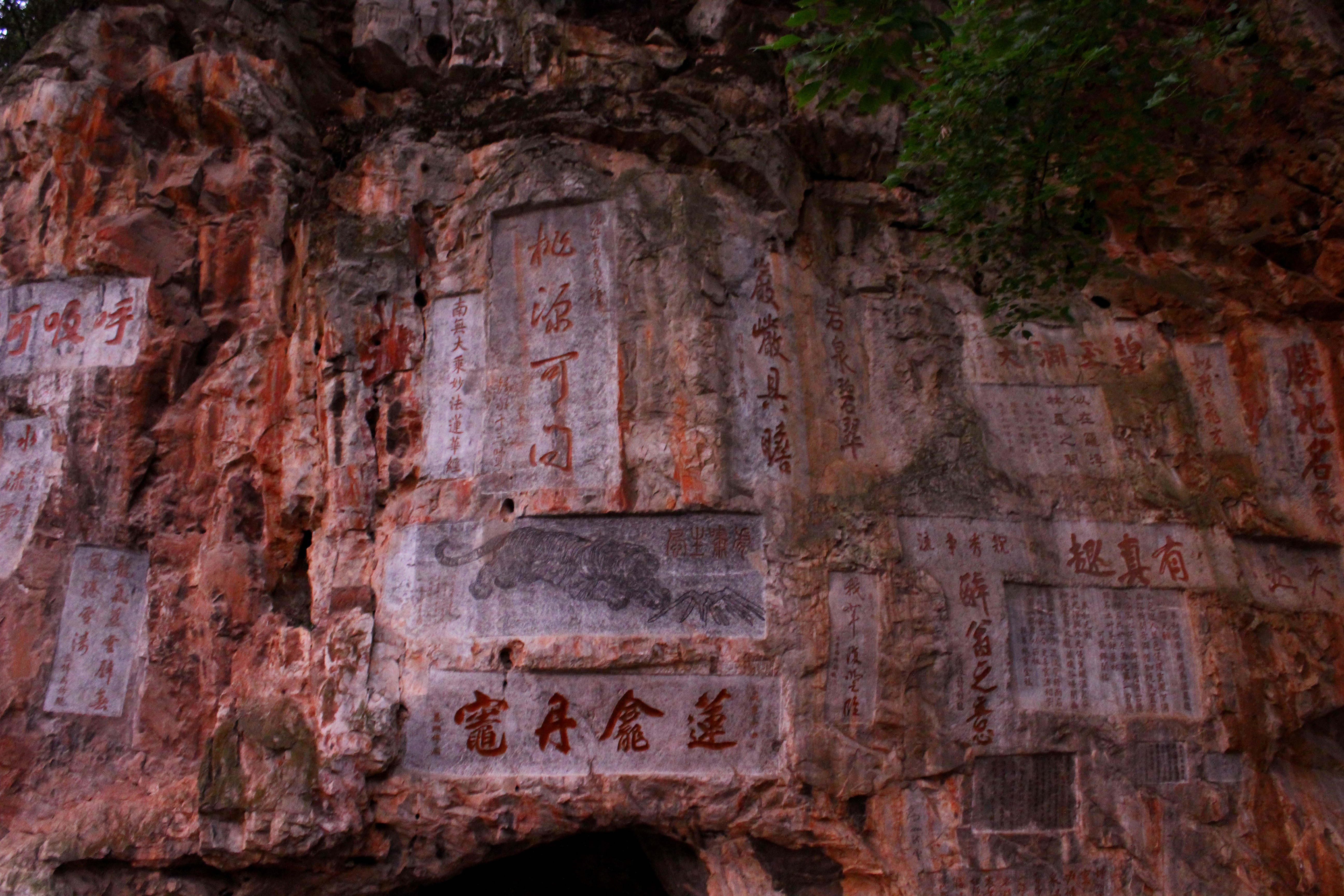
Moya shike dans la ville-district de Anning, Kunming, dans la province du Yunnan

Un moya shike (chinois : 摩崖石刻 ; pinyin : móyá shíkè ; litt. « frottage de falaise, gravure sur pierre ») est un art pétroglyphique (de l'écriture et de la sculpture sur pierre) chinois, qui consiste à inscrire des caractères dans de la roche à flanc de falaise.

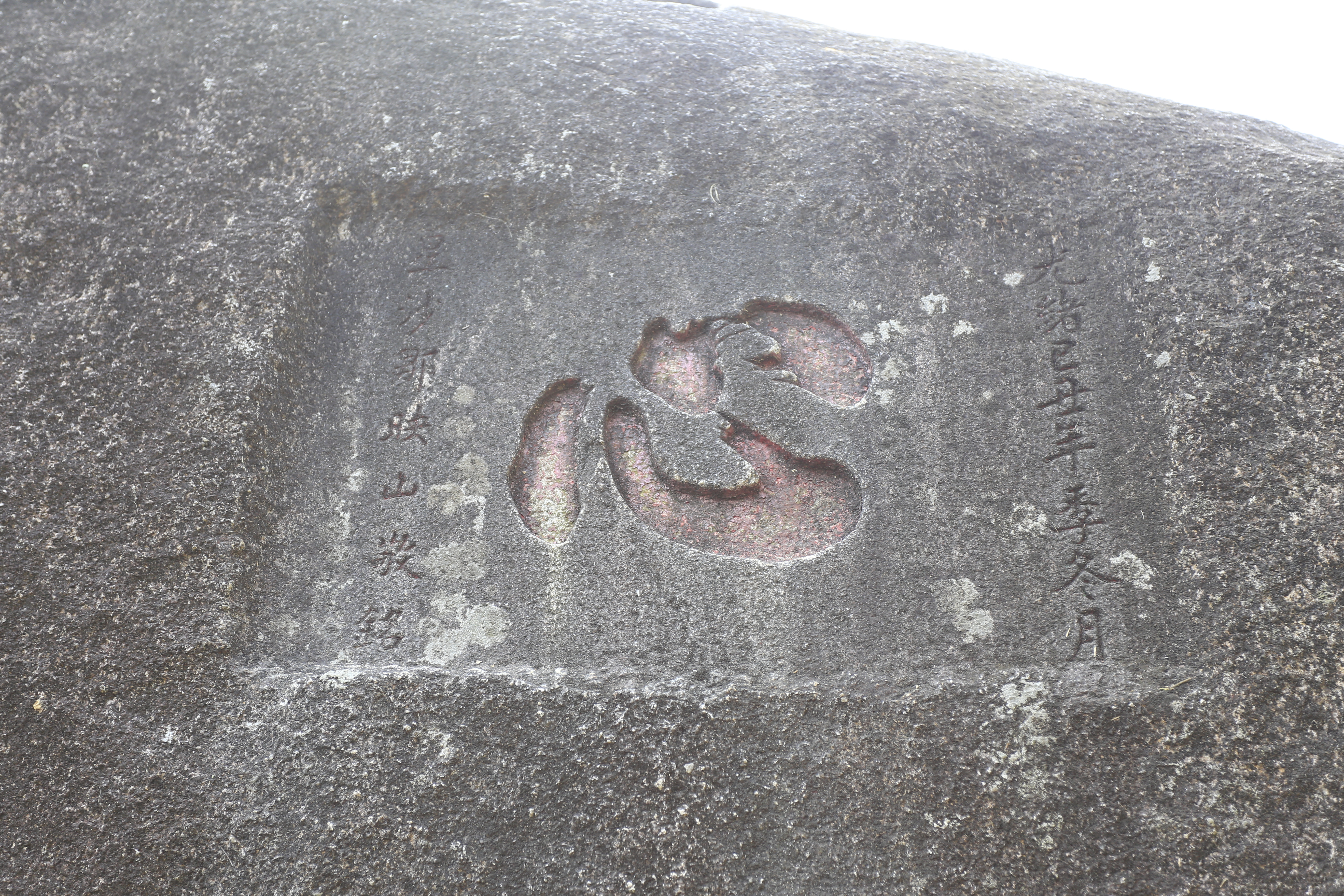
Moya shike du caractère 心 (cœur), au mont Hulu de Chaozhou (Guangdong)